# Closing Your Eyes
Pour plus de détails, voir Fiche technique et Distribution.
Closing Your Eyes est un documentaire français réalisé par Robin Hunzinger, sorti en 2006.

## Fiche technique
- Titre : Closing Your Eyes
- Réalisation : Robin Hunzinger
- Production : Real Productions, KTO, France 3
- Musique : Jean-Philippe Chalté
- Pays de production :  France
- Durée : 53 min

## Festivals
- Festival du monde Arabe, Montréal, Canada, 2006
- Festival Cinéma du Réel, Compétition française, centre Georges Pompidou, Paris, France, 2006.
- Festival Franco-Arabe, Amman, Jordanie, 2006.
  - États généraux du film documentaire, Sélection  SCAM, Lussas, France,  2006.
- Festival International du Documentaire de Beyrouth – Docudays, 2006.
- Cork Film Festival, Irlande, 2006,
- Festival du cinéma méditerranéen du Bruxelles, 2006
- Festival international du cinéma méditerranéen de Montpellier (2006)
- Festival International du Film de Rotterdam (2007)
- Festival International du Grand Reportage d’Actualité FIGRA (2007)

## Distinctions
- Etoile de la SCAM 2007
- Festival Libertés à Bruxelles (2006), Prix spécial du jury